# Образець
Образе́ць (каз. Образец) — село у складі району Магжана Жумабаєва Північноказахстанської області Казахстану. Входить до складу Каракогинського сільського округу.
Населення — 222 особи (2021; 327 у 2009, 367 у 1999, 347 у 1989).
Національний склад станом на 1989 рік:
- росіяни — 100 %.